# 대한민국 민법 제538조
대한민국 민법 제538조는 채권자귀책사유로 인한 이행불능에 대한 민법조문이다.

## 조문
제538조(채권자귀책사유로 인한 이행불능) 
(1) 쌍무계약의 당사자일방의 채무가 채권자의 책임있는 사유로 이행할 수 없게 된 때에는 채무자는 상대방의 이행을 청구할 수 있다. 채권자의 수령지체중에 당사자 쌍방의 책임없는 사유로 이행할 수 없게 된 때에도 같다.

(2) 전항의 경우에 채무자는 자기의 채무를 면함으로써 이익을 얻은 때에는 이를 채권자에게 상환하여야 한다.

## 사례
甲은 乙소유 땅에 건물을 짓기로 약정하였는데, 공사가 어느 정도 진행되던 중 부실공사를 하였다는 이유로 乙이 공사대금 지급을 거절하였고 甲은 공사도급계약을 해제하고 대금을 지급할 것을 요구하였는데, 근저당권의 실행으로 이 토지를 경락받은 丙이 乙을 상대로 제소전 화해를 신청하여 기성부분을 완전히 철거해 버렸다. 이런 경우, 쌍방이 책임질 수 없는 사유인 丙의 불법철거행위로 인하여 기성부분이 철거되어 甲이 더 이상 기성부분을 인도할 의무를 이행할 수 없게 되었으므로 위험부담의 법리에 따라 도급인의 수급인에 대한 공사대금지급채무는 여전히 남아 있게 된다

## 판례
- 채권자의 책임 있는 사유란 채권자의 어떤 작위나 부작위가 채무자의 이행의 실현을 방해하고 그 작위나 부작위는 채권자가 이를 피할 수 있었다는 점에서 비난받을 수 있는 경우를 말한다[2].

- 사용자의 부당한 해고처분이 무효이거나 취소된 때에는 그동안 피해근로자의지위는 계속되고 있었던 것이 되고, 근로자가 그간 근로의 제공을 하지 못한 것은 사용자의 귀책사유로 인한 것이라 할 것이니 근로자는 민법 제538조 제1항에 의하여 계속 근로하였을 경우에 받을 수 있는 임금 전부의 지급을 청구할 수 있다[3]

- 민법 제400조 소정의 채권자지체가 성립하기 위해서는 민법 제460조 소정의 변제제공이 있어야 하고, 다만 채권자가 미리 변제받기를 거절한 경우에는 구두제공으로 족하고 변제를 받지 않을 의사가 확고한 경우는 구두의 제공조차 요하지 않는 것이지만, 이는 그로써 채무자가 채무불이행책임을 면한다는 것에 불과하고 민법 제538조 제1항 제2문이 적용되기 위해서는 현실제공이나 구두제공이 필요하다고 판시하고 있다[4].